# 2015年齋月恐怖攻擊
2015年齋月恐怖攻擊，是指發生在2015年伊斯蘭教齋戒月期間的一連串跨國恐怖攻擊事件，其中有四起恐怖攻擊集中在6月26日的同一天，各國警方尙無法查證這些恐怖攻擊事件是否是全部都是相互串謀的預期計畫，但是其共通點都是由支持伊斯蘭主義或聖戰的恐怖份子所發動，不過目前因為發生的地點涉及了法國、突尼斯、科威特、索馬利亞等多個國家引發全球關注。
由於其中有四次恐怖攻擊，都是發生在6月26日週五，故部分國際媒體又將其稱為「血腥星期五」（Bloody Friday）；而在歐洲和北非法語系國家的媒體稱為「黑色星期五」（Black Friday）(法語：Vendredi Noir)，以及「致命星期五」（Fatal Friday）等。

## 背景
在伊斯蘭教習俗中，伊斯蘭曆的第九個月為賴買丹月（阿拉伯語：رمضان，音讀：Ramaḍān，意為「禁月」），而每年賴買丹月的起始與結束日期對應至西曆都不相同。例如伊斯蘭曆1436年的齋月，對應西曆是2015年的6月18日至7月16日，而次年齋月則對應至2016年6月6日至7月5日。
在恐怖攻擊發生前的6月7日，位於华盛顿哥伦比亚特区的戰爭研究學院（ISW）即已預測極端伊斯蘭教恐怖份子，將會利用齋月號召發動恐怖攻擊；ISW當時的預測是認為伊斯蘭國會在齋月發動軍事攻擊擴大領土，或再攻下敘利亞、伊拉克任一的歷史古城，或在摩洛哥、突尼斯、阿爾及利亞、南歐發動恐怖攻擊等:4-5；6月23日，伊斯蘭國的高級領導人兼發言人阿布·穆罕默德·阿德納尼（Abu Mohammad al-Adnani）公開「呼籲」，「聖戰者應該從上週的齋月起始，給叛教的什葉派穆斯林及異教徒帶來災難」；他並稱，「全世界的穆斯林們，我們祝願你們在聖月的起義。」

## 2015年6月26日恐怖攻擊
在6月26日的同一天，先後發生了四起恐怖攻擊，合計超過百人死亡，數百人受傷，死亡人數可能還要再增加。

### 法國
26日上午9時30分至10時間，兩名駕著麵包車，疑似支持伊斯蘭主義的武裝分子，衝入了鄰近里昂，聖屈昂坦法拉維耶鎮工業園區的一家瓦斯工廠，並撞向瓦斯罐而引發爆炸，造成1死2傷，本案駭人的是，嫌犯還棄置了一具無頭屍體在工廠入口處，再將死者頭顱釘在大門上方，現場也發現了以阿拉伯文書寫支持聖戰的旗幟。

### 科威特
一名恐怖分子，衝入科威特首都科威特市的伊玛目萨迪克（Imam Ja'far as-Sadiq）什葉派清真寺，並引爆身上的炸彈。由於寺中擠滿了信徒，導致大量傷亡，案發後，一個名叫「纳季德省」的伊斯蘭國附屬組織聲稱犯下本起案件。

### 突尼斯
正午時分，兩名偽裝成工作人員的年輕男子，在蘇塞的帝國馬哈巴酒店（Hotel Riu Imperial Marhaba）旁的游泳池與海灘邊，突然掏出藏在雨傘中的步槍，向周遭的遊客掃射，當場造成多名來自多國的遊客傷亡。突尼斯內政部稱，此事是一起恐怖攻擊，而這名槍手後來被警方擊斃。警方稱，在他的屍體上還發現綁著一枚炸彈，而另一名共犯在逃中。

### 索馬利亞
當地的激進組織索马里青年党，於清晨時分駕駛一輛載滿炸藥的卡車，撞開非洲联盟驻索马里特派团位於利戈的基地大門，接著向基地內的士兵開槍。根據美國之音報導，至少有70名軍人死亡，20名軍人與40名平民下落不明，當地官員懷疑他們可能被青年党綁架。